# Kvantisering
I digital signalbehandling er kvantisering processen at approksimere et kontinuert signal ved en mængde af diskrete symboler eller heltalsværdier. Generelt kan en kvantiseringsafbildning (operator) repræsenteres som:
Q(x) = round(f(x))
hvor x er et reelt tal, Q(x) er et heltal og f(x) er en arbitrær (selvvalgt) funktion som håndterer 'kvantiseringsloven' for den aktuelle koder.
I digital telefoni haves for eksempel 2 populære kvantiseringssystemer som er 'A-law' og 'µ-law'. De afbilder begge et analogt signal til en heltalsrepræsenteret 8-bit binært tal, men hver med deres f-funktion.
Begrebet anvendes også inden for kvantemekanikken som betegnelse for, at energi er kvantiseret i små pakker i enheden Plancks konstant.